# Mads Andrias Winther (1813–1879)
Se også: Mads Andrias Winther (1871–1923)
Mads Andrias Winther (født 8. september 1813 i Tórshavn, død 14. oktober 1879) var en færøsk embedsmand. Han var sysselmand på Sandoy 1838–1877, og formand i det udpegede skattenævn Taxasjónsnevndin 1868–1871. Winther sad i Lagtinget for Sandoy 1852–1854 og 1861–1865.
Winther var bror til Niels Christopher Winther og far til Mads Andrias Winther og Gunnar Winther.